# Jewgeni Nikolajewitsch Awrorin

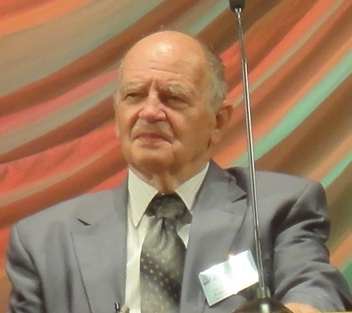
Jewgeni Nikolajewitsch Awrorin

Jewgeni Nikolajewitsch Awrorin (russisch Евгений Николаевич Аврорин, wiss. Transliteration Evgenij Nikolaevič Avrorin; * 11. Juli 1932 in Leningrad; † 9. Januar 2018 in Tscheljabinsk) war ein russischer Physiker und Hochschullehrer.

## Leben
Awrorin studierte an der physikalischen Fakultät der Universität Leningrad sowie der der Universität Charkow und schloss 1954 das Studium an der physikalischen Fakultät der Lomonossow-Universität Moskau (MGU) ab. Darauf arbeitete er in dem geheimen Konstruktionsbüro KB-11, dem späteren Allrussischen Forschungsinstitut für Experimentalphysik WNIIEF in der Geschlossenen Stadt Sarow. Dort war er an der Entwicklung der ersten sowjetischen zweistufigen Wasserstoffbombe beteiligt.
1955 wechselte er an das gerade gegründete Allrussische Forschungsinstitut für Technische Physik WNIITF in der Geschlossenen Stadt Sneschinsk. Die Ergebnisse der unter seiner Leitung durchgeführten Versuche benutzte er für seine Kandidat-Dissertation, die er 1961 verteidigte. Seine Lehrer waren Jewgeni Iwanowitsch Sababachin und Boris Wassiljewitsch Litwinow. Darauf bearbeitete er Probleme der friedlichen Nutzung der Kernenergie. 1964 wurde er Leiter der Theorie-Abteilung. 1968–1973 war er Abgeordneter im Sneschinsker Stadtsowjet und 1973–1977 Abgeordneter im Sowjet der Oblast Tscheljabinsk. 1974 wurde er zum Doktor der physikalisch-mathematischen Wissenschaften promoviert. Seine wissenschaftliche Arbeit war Gegenstand wissenschaftlicher Veröffentlichungen. 1985 wurde er Wissenschaftlicher Leiter des WNIITF. Daneben leitete er den Lehrstuhl für hochkonzentrierte Energie am Moskauer Ingenieurphysikinstitut (MIFI). 1987 wurde er Korrespondierendes Mitglied der Akademie der Wissenschaften der UdSSR (AN-SSSR, seit 1991 Russische Akademie der Wissenschaften (RAN)) und 1992 Wirkliches Mitglied der RAN. Er war Mitglied des Rats für Wissenschafts- und Technikpolitik beim Präsidenten der Russischen Föderation (1995–1997) und des Rats für Wissenschaft, Technik und Bildung beim Präsidenten der Russischen Föderation (2001–2005). Nach seiner Emeritierung 2010 war er wissenschaftlicher Leiter des WNIITF ehrenhalber. Er beteiligte sich an den Pugwash Conferences on Science and World Affairs als Vertreter des Russischen Pugwasch-Komitees beim Präsidium der RAN.
Awrorin starb an einer Krebserkrankung und wurde auf dem Neuen Friedhof in Sneschinsk begraben. Der Ministerpräsident der Russischen Föderation Dmitri Anatoljewitsch Medwedew sprach der Familie und den Freunden sein Beileid aus.

## Ehrungen, Preise
- Orden des Roten Banners der Arbeit (1956)
- Leninpreis (1963) für die Mitarbeit an der Wasserstoffbombe
- Held der sozialistischen Arbeit, Leninorden, Hammer-und-Sichel-Medaille (1966)
- Leninorden (1987)
- Medaille „Veteran der Arbeit“ (1988)
- Ehrenbürger der Stadt Sneschinsk (1997)
- Makejew-Preis (1999)
- Verdienstorden für das Vaterland III. Klasse (1999)
- Triumph-Preis der nicht-staatlichen russischen Stiftung Triumph-Logowas Boris Abramowitsch Beresowskis (2005)[7]
- Verdienstorden für das Vaterland II. Klasse (2006)
- Demidow-Preis (2012)
- Kurtschatow-Goldmedaille der RAN (2013)[2]